# فريق المهام الأمنية الخاصة

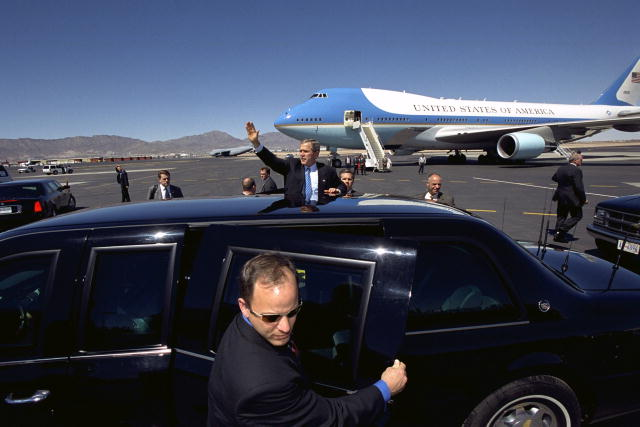
الوكلاء الخاصون التابعون لجهاز الخدمة السرية الأمريكي يقومون بحماية رئيس الولايات المتحدة.

فريق المهام الأمنية الخاصة (Protective Services Detail -PSD)، والذي يطلق عليه بشكل متكرر اختصار PSD، والذي يعني فريق المهام الخاصة لخدمات الحماية أو كتيبة الأمن الشخصي أو فريق المهام الخاصة للأمن الشخصي، هو وحدة للحماية يجري تعيينه لحماية الأمن الشخصي لشخص أو مجموعة. ويمكن أن تتكون تلك الفرق من العسكريين أو المتعاقدين لشئون الأمن الخاص أو وكلاء فرض القانون.

## قوات مشاة بحرية الولايات المتحدة
في قوات مشاة بحرية الولايات المتحدة، يطلق على فريق الأمن الشخصي اسم كتيبة الأمن الشخصي ويتم تعيينهم في سرية الأمن الشخصي.

## الأمن الخاص
تتكون فرق المهام الأمنية في الغالب من أفراد من الأمن الخاص. وتوفر شركات عالمية مثل هذه الخدمة. حيث توفر فرق تأمين مسلحة للعملاء الذين يسافرون إلى مناطق الحروب.